# Elecciones generales de España de 2023
El domingo 23 de julio de 2023 se celebraron elecciones generales en España. Fueron las decimosextas elecciones generales democráticas, las quintas con Felipe VI como rey y las primeras celebradas en un mes de julio. Son también conocidas con el numerónimo 23J. Tras estas elecciones, comenzó el 17 de agosto la xv legislatura. Con base en los resultados obtenidos, en noviembre de 2023 el Congreso de los Diputados nombró presidente del Gobierno a Pedro Sánchez, el cual formó su tercer gobierno consecutivo.
Inicialmente previstas para diciembre de 2023, tras la celebración de las elecciones autonómicas y municipales de mayo de 2023, el 29 de mayo el presidente del Gobierno, Pedro Sánchez, anunció su voluntad de disolver las Cortes Generales y anticipar las elecciones al domingo 23 de julio. La convocatoria de elecciones (Real Decreto 400/2023) fue publicada en el Boletín Oficial del Estado el día 30 de mayo tras la celebración de un Consejo de Ministros extraordinario.

## Antecedentes
En junio de 2018 Pedro Sánchez, secretario general del Partido Socialista Obrero Español, es nombrado presidente del Gobierno tras ganar una moción de censura. El 13 de febrero de 2019 el Congreso de los Diputados rechazó el presupuesto propuesto para 2019, por lo que Sánchez convocó elecciones anticipadas: una en abril de 2019 y otra en noviembre de 2019. Finalmente, en enero de 2020 se inicia su segundo mandato después de pactar su investidura con distintas formaciones de izquierda del Congreso, especialmente con la coalición Unidas Podemos. Su segundo gobierno estuvo dominado por la pandemia de COVID-19 y por la crisis energética de la guerra de Ucrania.
Finalmente el desgaste del gobierno se hace ver en las elecciones autonómicas y municipales del 28 de mayo de 2023, en donde el PSOE, principal partido del Gobierno, pierde gran parte de las comunidades autónomas y alcaldías de ciudades relevantes frente al Partido Popular y el socio minoritario, Unidas Podemos, pierde igualmente gran parte de su representación territorial. Al día siguiente, el lunes 29 de mayo, Pedro Sánchez anuncia por sorpresa la disolución de las Cortes y la convocatoria de elecciones generales para el 23 de julio de 2023.
El 30 de mayo el secretario general de Ciudadanos, Adrián Vázquez, anunció que su partido no concurriría a las elecciones después de que perdiera casi toda representación autonómica y municipal en las elecciones del 28 de mayo. Ciudadanos no pudo optar a la reelección de los nueve diputados que ostentaba en el Congreso y además perdió el senador nombrado por designación autonómica, puesto que no había obtenido representante alguno en los parlamentos autonómicos. De modo similar, el Partido Regionalista de Cantabria, que contaba con un diputado en el Congreso (José María Mazón), renunció a presentarse a las elecciones, aludiendo al alto riesgo de no obtener representación y al elevado gasto económico, y tampoco lo hizo Foro Asturias, con otro diputado (Isidro Martínez Oblanca).

## Calendario electoral
Aquí se muestra el calendario electoral para las elecciones del domingo 23 de julio de 2023:
- 29 de mayo: Pedro Sánchez hace público su deseo de convocar elecciones.
- 30 de mayo: Publicación en el BOE de la disolución de las Cortes y la convocatoria de elecciones.[9]
- 31 de mayo a 9 de junio: plazo para la comunicación a la Junta Electoral de la creación de coaliciones electorales.
- 5 a 12 de junio: plazo de consulta del censo electoral vigente en Ayuntamientos y Consulados, y reclamaciones respecto de las inclusiones/exclusiones en el censo.
- 14 a 19 de junio: plazo para la presentación de candidaturas ante las Juntas Electorales.
- 21 de junio: publicación de las candidaturas presentadas en el BOE.[25]
- 30 de mayo a 24 de junio: Plazo de solicitud del voto para los temporalmente ausentes.
- 21 a 25 de junio: Plazo de subsanación de irregularidades en las candidaturas presentadas.
- 30 de mayo a 26 de junio: Plazo de solicitud de documentación para votación accesible para personas ciegas o con discapacidad visual.
- 26 de junio: Proclamación de candidaturas.
- 27 de junio: Publicación de las candidaturas proclamadas en el BOE.[26]
- 24 a 28 de junio: Plazo de sorteo para la designación de miembros de las mesas electorales.
- 24 de junio a 1 de julio: Plazo de notificación de las designaciones y entrega de manual a miembros de las mesas electorales.
- 30 de mayo a 13 de julio: Plazo de solicitud del voto por correo.
- 27 de junio a 18 de julio: Plazo de remisión del voto por correo de los residentes en el exterior.
- 30 de mayo a 19 de julio: Plazo de remisión del voto para los temporalmente ausentes.
- 15 a 20 de julio: Jornadas de votación en las embajadas y consulados de España en el extranjero.
- 4 a 21 de julio 14:00 UTC+2 (20 de julio 24:00 UTC-12): Plazo de remisión del voto por correo en España. Es posible que en Canarias sea hasta las 14:00 UTC+1.
- 7 a 21 de julio: Campaña electoral.
- 18 a 22 de julio: Prohibición de publicación, difusión o reproducción de sondeos electorales.
- 22 de julio: Jornada de reflexión.
- 23 de julio: Jornada de votación.
- 28 a 31 de julio: Celebración del escrutinio por las Juntas Electorales.
- 17 de agosto: Límite para constituir las Cámaras.[10]

Hay que señalar que, debido a la cercanía de las elecciones municipales y autonómicas del 28 de mayo, de manera paralela sucedieron otros eventos políticos de interés, como la elección de alcaldes el 17 de junio o la formación de los distintos gobiernos autonómicos entre junio y julio.

## Sistema electoral

### Regulación electoral
La legislación que actualmente regula los procesos electorales en España consiste en las siguientes normas:
- Constitución española de 1978
- Ley Orgánica 5/1985, de 19 de junio, del Régimen Electoral General (LOREG); modificada mediante la Ley Orgánica 2/2011, de 28 de enero

### Congreso de los Diputados
Para el Congreso de los Diputados, se eligen 350 escaños utilizando el método D'Hondt y una representación proporcional de lista cerrada con un umbral del 3 por ciento de votos válidos, que incluye votos en blanco, que se aplican en cada distrito electoral. Las partes que no alcanzan el umbral no se toman en cuenta para la distribución de asientos. Cada distrito electoral tiene derecho a un mínimo inicial de dos escaños, con los restantes 248 asignados entre los grupos en proporción a sus poblaciones. A Ceuta y Melilla se les asigna un escaño a cada una.
El número de diputados asignados lo definió el BOE de convocatoria de elecciones. Respecto a las elecciones anteriores, Valencia gana un diputado en detrimento de Badajoz.
| Circunscripción                                                                    | Diputados | Mapa |
| ---------------------------------------------------------------------------------- | --------- | ---- |
| Madrid                                                                             | 37        |      |
| Barcelona                                                                          | 32        |      |
| Valencia(+1)                                                                       | 16        |      |
| Alicante y Sevilla                                                                 | 12        |      |
| Málaga                                                                             | 11        |      |
| Murcia                                                                             | 10        |      |
| Cádiz                                                                              | 9         |      |
| La Coruña, Vizcaya, Islas Baleares y Las Palmas                                    | 8         |      |
| Asturias, Granada, Pontevedra, Santa Cruz de Tenerife y Zaragoza                   | 7         |      |
| Almería, Córdoba, Gerona, Guipúzcoa, Tarragona y Toledo                            | 6         |      |
| Badajoz(-1), Cantabria, Castellón, Ciudad Real, Huelva, Jaén, Navarra y Valladolid | 5         |      |
| Álava, Albacete, Burgos, Cáceres, León, Lérida, Lugo, Orense, La Rioja y Salamanca | 4         |      |
| Ávila, Cuenca, Guadalajara, Huesca, Palencia, Segovia, Teruel y Zamora             | 3         |      |
| Soria                                                                              | 2         |      |
| Ceuta, Melilla                                                                     | 1         |      |

### Senado
Para el Senado, 208 escaños son elegidos usando una lista abierta de votación de bloque parcial, con electores que votan por candidatos individuales en lugar de partidos. En los distritos electorales que eligen cuatro asientos, los electores pueden votar por hasta tres candidatos; en aquellos con dos o tres escaños, hasta dos candidatos; y por un candidato en distritos uninominales. A cada una de las 47 provincias peninsulares se le asignan cuatro escaños, mientras que para las provincias insulares los distritos son las islas en sí mismas, y las más grandes (Mallorca, Gran Canaria y Tenerife) tienen tres escaños cada una, y las más pequeñas —Menorca, Ibiza, Formentera, Fuerteventura, La Gomera, El Hierro, Lanzarote y La Palma— una cada una. Ceuta y Melilla eligen dos escaños cada una.
| Circunscripción                                                                      | Senadores | Mapa |
| ------------------------------------------------------------------------------------ | --------- | ---- |
| Circunscripción provincial                                                           | 4         |      |
| Gran Canaria, Mallorca y Tenerife                                                    | 3         |      |
| Ceuta y Melilla                                                                      | 2         |      |
| Fuerteventura, La Gomera, El Hierro, Ibiza-Formentera, Lanzarote, Menorca y La Palma | 1         |      |

### Presidente del Gobierno
De acuerdo con el artículo 99 de la Constitución, el candidato a Presidente del Gobierno es propuesto por el Rey tras una ronda de contactos con los grupos parlamentarios, y confirmado por el Congreso de los Diputados por mayoría absoluta en primera votación, o por mayoría simple en una segunda votación celebrada 48 horas después de la primera.

## Candidaturas
Según el calendario electoral las coaliciones electorales y los partidos políticos tenían hasta el 9 y 19 de junio, respectivamente, para presentar las candidaturas a las elecciones tanto al Congreso de los Diputados como al Senado. Tras este proceso la Junta Electoral Central publicó las candidaturas el 21 de junio que más tardé fueron publicadas oficialmente en el Boletín Oficial del Estado el 27 de junio. En total se presentaron 60 candidaturas al Congreso y al Senado, teniendo 20 de ellas representación previa.
A continuación se muestra una lista de los partidos y alianzas electorales que obtuvieron representación en las últimas elecciones generales en el Congreso de los Diputados. Las candidaturas aparecen enumeradas en orden descendente de diputados obtenidos en las anteriores elecciones. A su vez, los partidos, federaciones, coaliciones y agrupaciones que conforman el gobierno en el momento de las elecciones están sombreados en verde claro
| Candidatura | Candidatura                                 | Integrantes                                                                                        | Candidato/a          | Resultados Previos | Resultados Previos |
| Candidatura | Candidatura                                 | Integrantes                                                                                        | Candidato/a          | Congreso           | Senado             |
| ----------- | ------------------------------------------- | -------------------------------------------------------------------------------------------------- | -------------------- | ------------------ | ------------------ |
|             | Partido Socialista Obrero Español           | PSOE PSC                                                                                           | Pedro Sánchez        | 120                | 92                 |
|             | Partido Popular                             | PP                                                                                                 | Alberto Núñez Feijóo | 89                 | 84                 |
|             | Vox                                         | Vox                                                                                                | Santiago Abascal     | 52                 | 2                  |
|             | Sumar                                       | SMR Podemos IU MP Equo AV MM ECP CatComú CCPV Més-C IdPV VEPV CHA Drago Més MxMe Batzarre IdPA IAS | Yolanda Díaz         | 38                 | 0                  |
|             | Esquerra Republicana de Catalunya           | ERC                                                                                                | Gabriel Rufián       | 13                 | 0                  |
|             | Junts                                       | JxCat DC MEScat                                                                                    | Míriam Nogueras      | 8                  | 3                  |
|             | Partido Demócrata Europeo Catalán-Espai CiU | PDeCat Espai CiU                                                                                   | Roger Montañola      | 8                  | 3                  |
|             | Partido Nacionalista Vasco                  | EAJ-PNV                                                                                            | Aitor Esteban        | 6                  | 9                  |
|             | Euskal Herria Bildu                         | EH Bildu                                                                                           | Mertxe Aizpurua      | 5                  | 0                  |
|             | Candidatura d'Unitat Popular-Per la Ruptura | CUP Capgirem                                                                                       | Albert Botran        | 2                  | 0                  |
|             | Coalición Canaria                           | CC                                                                                                 | Cristina Valido      | 2                  | 0                  |
|             | Nueva Canarias-Bloque Canarista             | NC-BC                                                                                              | Luis Campos          | 2                  | 0                  |
|             | Bloque Nacionalista Galego                  | BNG                                                                                                | Néstor Rego          | 1                  | 0                  |
|             | Unión del Pueblo Navarro                    | UPN                                                                                                | Alberto Catalán      | 2                  | 1                  |
|             | Coalición Existe                            | TE AE EV                                                                                           | Diego Loras          | 1                  | 2                  |

## Campaña

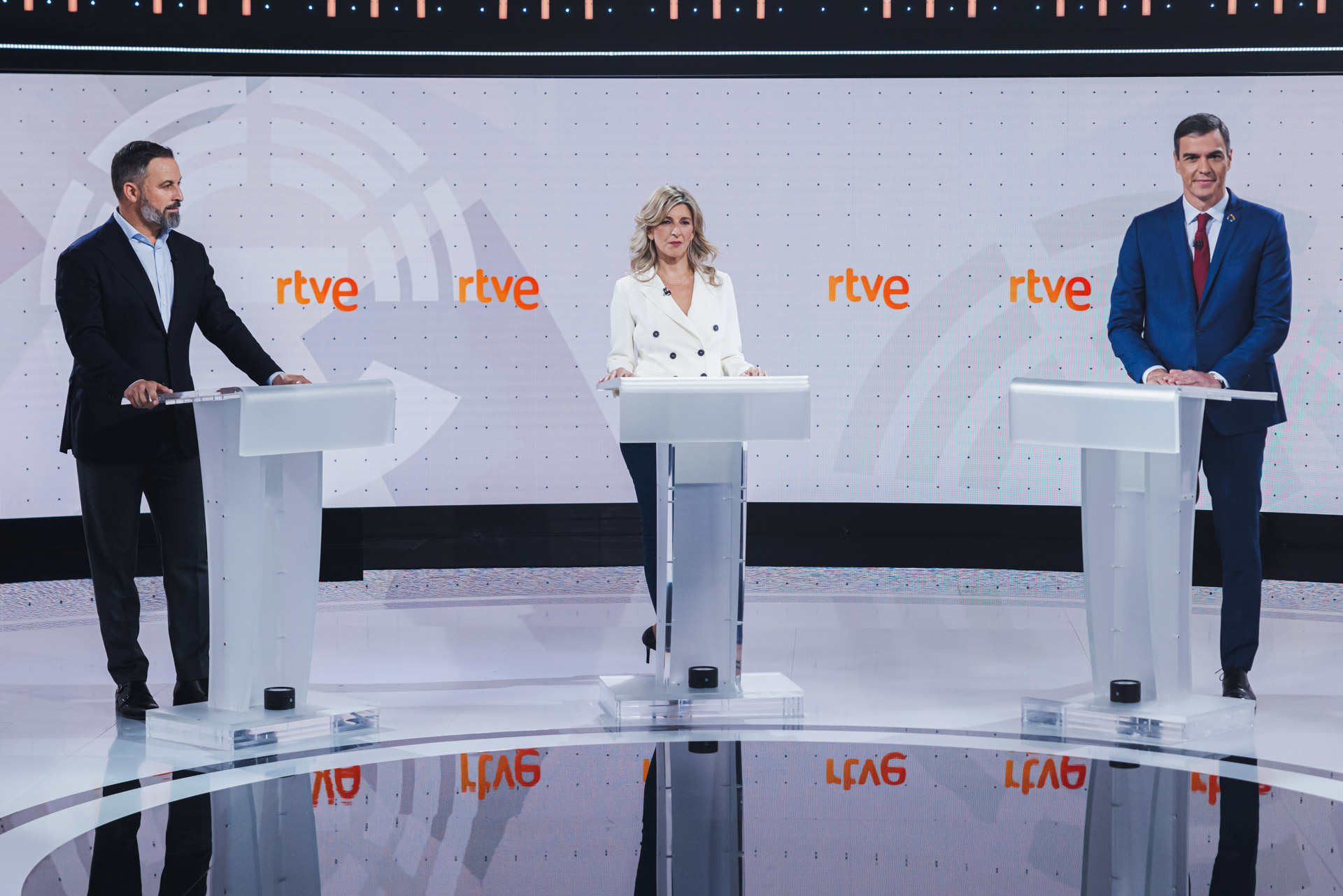
Debate de RTVE con Santiago Abascal, Yolanda Díaz y Pedro Sánchez. El candidato finalmente más votado, Alberto Núñez Feijóo, se abstuvo de acudir

La campaña electoral de las elecciones generales comenzó el 7 de julio de 2023.

### Lemas de campaña
- PSOE: Adelante. España avanza[34]
- Partido Popular: Es el momento[35]
- Vox: Vota lo que importa[36]
- Sumar: Es por ti[37]
- ERC: Defensa Catalunya ('Defiende Cataluña')[38]
- Junts: Ja n'hi ha prou ('Ya basta')[39]
- PDeCAT-Espai CiU: Ara toca ('Ahora toca')
- PNV: Euskadiren ahotsa. Con voz propia ('La voz de Euskadi')[40]
- EH Bildu: Berriro egingo dugu! ('¡Lo volveremos a hacer!')[41]
- CUP: Plantem cara ('Plantemos cara')[42]
- Coalición Canaria: Coalición por Canarias.[43]
- Nueva Canarias-Bloque Canarista: Elegimos Canarias. Siempre.[44]
- BNG: Que Galiza conte! Con máis forza! ('¡Que Galicia cuente! ¡Con más fuerza!')[45]
- UPN: Vota cambio. Vota Navarra.[46]
- Teruel Existe: Lo inteligente es hacerlo valer

## Encuestas de opinión

Evolución de la estimación de voto.

### Debates a nivel nacional
| Fecha       | Organizador | Temas         | Moderador/es                  | P Presente S Sustituto I Invitado NI No invitado | P Presente S Sustituto I Invitado NI No invitado | P Presente S Sustituto I Invitado NI No invitado | P Presente S Sustituto I Invitado NI No invitado | P Presente S Sustituto I Invitado NI No invitado | P Presente S Sustituto I Invitado NI No invitado | P Presente S Sustituto I Invitado NI No invitado | Audiencia en directo | Víd.   | Ref.                 |
| Fecha       | Organizador | Temas         | Moderador/es                  | PSOE                                             | PP                                               | Sumar                                            | Vox                                              | PNV                                              | EH Bildu                                         | ERC                                              | Audiencia en directo | Víd.   | Ref.                 |
| ----------- | ----------- | ------------- | ----------------------------- | ------------------------------------------------ | ------------------------------------------------ | ------------------------------------------------ | ------------------------------------------------ | ------------------------------------------------ | ------------------------------------------------ | ------------------------------------------------ | -------------------- | ------ | -------------------- |
| Fecha       | Organizador | Temas         | Moderador/es                  |                                                  |                                                  |                                                  |                                                  |                                                  |                                                  |                                                  | Audiencia en directo | Víd.   | Ref.                 |
| 4 de julio  | Negocios TV | Economía      | José de la Morena Marta Vilar | P Casares                                        | P Marí                                           | P Martin                                         | P González                                       | NI                                               | NI                                               | NI                                               | —                    | [ 47 ] |                      |
| 10 de julio | Atresmedia  | Todos         | Ana Pastor Vicente Vallés     | P Sánchez                                        | P Feijóo                                         | NI                                               | NI                                               | NI                                               | NI                                               | NI                                               | 5.910.000 46.5%      | —      | [ 48 ] [ 49 ]        |
| 11 de julio | Agencia EFE | Medioambiente | Pedro Pablo May María García  | P Narbona                                        | P Martín                                         | P Boada                                          | P Chamorro                                       | NI                                               | NI                                               | NI                                               | —                    | [ 50 ] | [ 51 ]               |
| 12 de julio | Agencia EFE | Exterior      | Catalina Guerrero             | P Amor                                           | P Margallo                                       | P Villanueva                                     | P Buxadé                                         | NI                                               | NI                                               | NI                                               | —                    | [ 52 ] | [ 53 ]               |
| 13 de julio | Agencia EFE | Economía      | Emilia Pérez                  | P Blanquer                                       | P Marín                                          | P Álvarez                                        | P Cañizares                                      | NI                                               | NI                                               | NI                                               | —                    | [ 54 ] | [ 55 ]               |
| 13 de julio | RTVE        | Todos         | Xabier Fortes                 | P López                                          | P Gamarra                                        | P Vidal                                          | P Espinosa                                       | P Esteban                                        | P Matute                                         | P Rufián                                         | 1.893.000 18.6%      | [ 56 ] | [ 57 ] [ 58 ] [ 59 ] |
| 17 de julio | Agencia EFE | Igualdad      | Macarena Baena                | P Fernández                                      | P Rodríguez                                      | P Duval                                          | P Ruiz                                           | NI                                               | NI                                               | NI                                               | —                    | [ 60 ] | [ 61 ] [ 62 ]        |
| 19 de julio | RTVE        | Todos         | Xabier Fortes                 | P Sánchez                                        | I Feijóo                                         | P Díaz                                           | P Abascal                                        | NI                                               | NI                                               | NI                                               | 4.155.000 34.6%      | [ 63 ] | [ 64 ] [ 65 ] [ 66 ] |

## Jornada electoral

### Logística

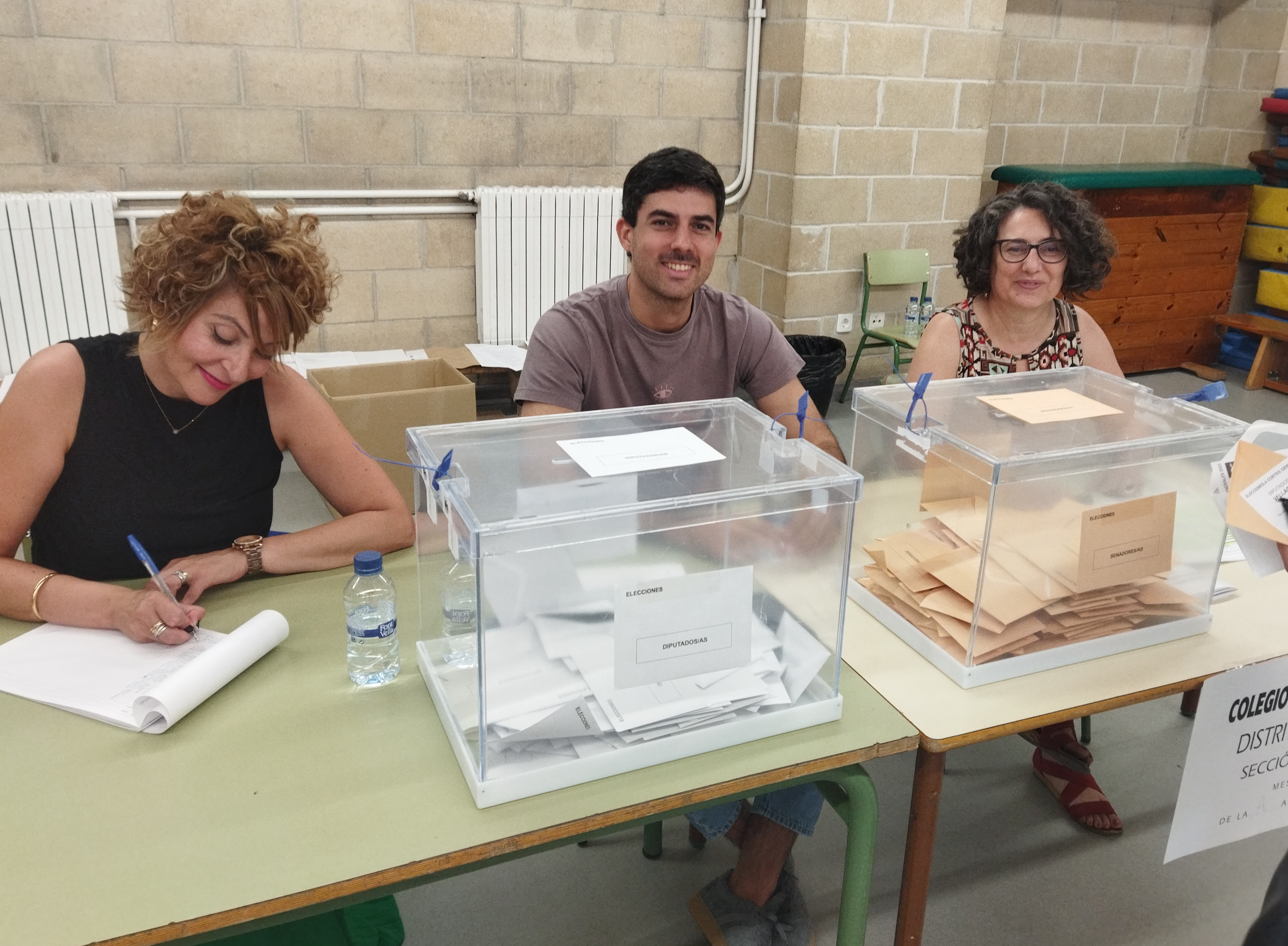
Mesa de votación en un colegio electoral de Valladolid el 23-J

Las elecciones generales del 23 de julio de 2023 contaron con 60 340 mesas electorales en 22 663 colegios electorales, así como cerca de 210 000 urnas. El coste de los comicios alcanzó los 220,87 millones de euros, a cargo del presupuesto del Ministerio del Interior, a través de la Dirección General de Política Interior.
Se superó el anterior máximo de voto por correo, con 2,47 millones de ciudadanos ejerciendo su derecho de sufragio mediante esta vía, el 94,2% de quienes lo habían solicitado. Para el correcto funcionamiento de las elecciones, se estableció un dispositivo de seguridad compuesto por 90 282 efectivos, con más de 40 000 guardias civiles, 29 000 policías nacionales, 15 000 policías locales y 5 000 policías autonómicos. Esto supuso casi 9 000 agentes menos que en las elecciones municipales del 28 de mayo de 2023. Debido a que las elecciones se han celebrado durante el verano, la primera vez que se realizan en esta época del año, los Ayuntamientos distribuyeron ventiladores y botellas de agua fría en los colegios electorales.

### Participación
A lo largo de la jornada se publicaron los datos de participación en las elecciones en dos ocasiones (a las 14:00 y 18:00) sin contar el voto por correo. Tras ello, se muestra dato de la participación definitiva al final de la jornada electoral (20:00).
| CC.AA/Ciudad                    | Hora   | Hora   | Hora   | Hora   | Hora   | Hora   | Variación |
| CC.AA/Ciudad                    | 14:00  | 14:00  | 18:00  | 18:00  | 20:00  | 20:00  | Variación |
| CC.AA/Ciudad                    | 10N    | 23J    | 10N    | 23J    | 10N    | 23J    | Variación |
| ------------------------------- | ------ | ------ | ------ | ------ | ------ | ------ | --------- |
| Andalucía                       | 35,80% | 42,05% | 54,85% | 53,18% | 68,25% | 68,99% | 0,74%     |
| Aragón                          | 41,18% | 42,07% | 57,92% | 52,56% | 71,50% | 73,02% | 1,52%     |
| Principado de Asturias          | 34,42% | 39,04% | 53,50% | 54,11% | 65,48% | 71,13% | 5,65%     |
| Islas Baleares                  | 30,95% | 37,27% | 47,40% | 48,58% | 58,71% | 63,60% | 4,89%     |
| Canarias                        | 27,08% | 28,90% | 44,36% | 45,39% | 60,46% | 63,59% | 3,13%     |
| Cantabria                       | 39,12% | 42,99% | 59,28% | 60,44% | 70,83% | 75,35% | 4,52%     |
| Castilla y León                 | 37,29% | 41,37% | 56,71% | 54,83% | 71,37% | 74,42% | 3,05%     |
| Castilla-La Mancha              | 38,07% | 44,70% | 57,44% | 56,26% | 70,06% | 74,42% | 4,36%     |
| Cataluña                        | 40,59% | 36,78% | 59,88% | 48,72% | 72,17% | 65,42% | 6,75%     |
| Extremadura                     | 37,17% | 45,16% | 54,41% | 55,81% | 69,12% | 67,21% | 1,91%     |
| Galicia                         | 31,96% | 39,01% | 53,26% | 55,96% | 66,62% | 73,14% | 6,52%     |
| La Rioja                        | 40,42% | 45,75% | 57,45% | 57,12% | 71,27% | 74,88% | 3,61%     |
| Comunidad de Madrid             | 40,98% | 40,82% | 61,52% | 53,69% | 74,54% | 74,14% | 0,40%     |
| Región de Murcia                | 39,01% | 44,24% | 57,88% | 55,06% | 69,99% | 70,78% | 0,79%     |
| Navarra                         | 39,38% | 41,27% | 56,46% | 51,75% | 69,21% | 69,74% | 0,53%     |
| Comunidad Valenciana            | 42,51% | 46,24% | 59,97% | 57,92% | 71,74% | 73,59% | 1,85%     |
| País Vasco                      | 40,18% | 37,20% | 57,60% | 52,42% | 68,91% | 67,61% | 1,30%     |
| Ceuta                           | 27,27% | 27,44% | 43,77% | 39,30% | 56,16% | 55,64% | 0,52%     |
| Melilla                         | 24,61% | 23,29% | 38,98% | 31,93% | 57,12% | 52,39% | 4,73%     |
| Total                           | 37,92% | 40,48% | 56,86% | 53,12% | 69,87% | 70,40% | 4,20%     |
| Fuente: Ministerio del Interior |        |        |        |        |        |        |           |

## Resultados para el Congreso de los Diputados

### Generales
|  | 33,05 % |

|  | 31,70 % |

|  | 12,39 % |

|  | 12,31 % |

|  | 1,89 % |

|  | 1,60 % |

|  | 1,36 % |

|  | 1,12 % |

|  | 0,62 % |

|  | 0,46 % |

|  | 0,21 % |

|  | 0,8 % |

|  | 70,4 % |

### Por circunscripciones
| Candidaturas más votadas                            | Candidaturas más votadas                           |
| --------------------------------------------------- | -------------------------------------------------- |
|                                                     |                                                    |
| Circunscripciones (Provincias y ciudades autónomas) | Fuerza de voto de cada partido por circunscripción |

| Álava                           | PVA   | 1 (1) 17,87%  | 1 27,66%      | 0 3,89%      | 0 (1) 12,75% |              |             | 1 19,51%     | 1 16,60%     |         |             |          | 4   |
| Albacete                        | CLM   | 2 (1) 39,92%  | 2 34,51%      | 0 (1) 16,61% | 0 7,16%      |              |             |              |              |         |             |          | 4   |
| Alicante                        | CVA   | 5 (2) 36,73%  | 4 32,00%      | 2 (1) 16,25% | 1 12,88%     |              |             |              |              |         |             |          | 12  |
| Almería                         | AND   | 3 (1) 40,94%  | 2 29,04%      | 1 (1) 21,28% | 0 6,69%      |              |             |              |              |         |             |          | 6   |
| Asturias                        | AST   | 3 (1) 35,65%  | 2 (1) 34,34%  | 1 12,49%     | 1 14,85%     |              |             |              |              |         |             |          | 7   |
| Ávila                           | CYL   | 2 (1) 43,25%  | 1 27,39%      | 0 (1) 15,38% | 0 5,13%      |              |             |              |              |         |             |          | 3   |
| Badajoz                         | EXT   | 2 37,82%      | 2 (1) 39,21%  | 1 13,66%     | 0 6,84%      |              |             |              |              |         |             |          | 5   |
| Baleares, Islas                 | IBA   | 3 (1) 35,63%  | 3 (1) 30,16%  | 1 (1) 15,21% | 1 (1) 16,59% |              |             |              |              |         |             |          | 8   |
| Barcelona                       | CAT   | 5 (3) 13,78%  | 13 (5) 35,70% | 2 7,56%      | 5 15,22%     | 4 (3) 12,32% | 3 (1) 9,68% |              |              |         |             |          | 32  |
| Burgos                          | CYL   | 2 40,64%      | 2 34,45%      | 0 12,77%     | 0 8,64%      |              |             |              |              |         |             |          | 4   |
| Cáceres                         | EXT   | 2 (1) 38,00%  | 2 38,88%      | 0 (1) 13,60% | 0 6,93%      |              |             |              |              |         |             |          | 4   |
| Cádiz                           | AND   | 4 (2) 34,80%  | 3 33,15%      | 1 (1) 15,18% | 1 12,89%     |              |             |              |              |         |             |          | 9   |
| Cantabria                       | CAN   | 2 42,08%      | 2 (1) 33,30%  | 1 14,06%     | 0 8,49%      |              |             |              |              |         |             |          | 5   |
| Castellón                       | CVA   | 2 (1) 35,17%  | 2 32,65%      | 1 15,88%     | 0 (1) 14,35% |              |             |              |              |         |             |          | 5   |
| Ceuta                           | CEU   | 1 (1) 38,77%  | 0 34,01%      | 0 (1) 23,26% | 0 2,46%      |              |             |              |              |         |             |          | 1   |
| Ciudad Real                     | CLM   | 2 40,54%      | 2 35,37%      | 1 16,27%     | 0 6,15%      |              |             |              |              |         |             |          | 5   |
| Córdoba                         | AND   | 2 37,89%      | 2 32,12%      | 1 13,94%     | 1 13,73%     |              |             |              |              |         |             |          | 6   |
| Coruña, La                      | GAL   | 4 (1) 43,13%  | 2 (1) 28,17%  | 0 5,08%      | 1 12,19%     |              |             |              |              | 1 9,98% |             |          | 8   |
| Cuenca                          | CLM   | 2 (1) 39,76%  | 1 (1) 37,37%  | 0 15,55%     | 0 5,56%      |              |             |              |              |         |             |          | 3   |
| Gerona                          | CAT   | 0 9,70%       | 2 (1) 28,93%  | 0 7,03%      | 1 10,94%     | 1 (1) 14,72% | 2 19,58%    |              |              |         |             |          | 6   |
| Granada                         | AND   | 3 (1) 36,99%  | 2 (1) 32,98%  | 1 16,12%     | 1 11,65%     |              |             |              |              |         |             |          | 7   |
| Guadalajara                     | CLM   | 1 36,33%      | 1 32,98%      | 1 19,25%     | 0 9,16%      |              |             |              |              |         |             |          | 3   |
| Guipúzcoa                       | PVA   | 0 8,69%       | 2 (1) 23,29%  | 0 2,09%      | 0 (1) 10,64% |              |             | 2 31,15%     | 2 22,58%     |         |             |          | 6   |
| Huelva                          | AND   | 2 (1) 36,43%  | 2 (1) 35,95%  | 1 14,63%     | 0 10,42%     |              |             |              |              |         |             |          | 5   |
| Huesca                          | ARA   | 2 (1) 38,19%  | 1 (1) 33,62%  | 0 12,64%     | 0 11,49%     |              |             |              |              |         |             |          | 3   |
| Jaén                            | AND   | 2 (1) 37,32%  | 2 (1) 36,29%  | 1 14,75%     | 0 7,99%      |              |             |              |              |         |             |          | 5   |
| León                            | CYL   | 2 (1) 36,92%  | 2 33,64%      | 0 (1) 12,88% | 0 6,75%      |              |             |              |              |         |             |          | 4   |
| Lérida                          | CAT   | 0 12,84%      | 2 (1) 29,49%  | 0 6,81%      | 0 7,89%      | 1 (1) 18,60% | 1 18,01%    |              |              |         |             |          | 4   |
| Lugo                            | GAL   | 3 (1) 50,24%  | 1 (1) 30,30%  | 0 4,35%      | 0 5,18%      |              |             |              |              | 0 8,66% |             |          | 4   |
| Madrid                          | MAD   | 16 (6) 40,55% | 10 27,84%     | 5 (2) 14,03% | 6 (1) 15,46% |              |             |              |              |         |             |          | 37  |
| Málaga                          | AND   | 5 (2) 38,31%  | 3 (1) 30,34%  | 2 16,46%     | 1 12,26%     |              |             |              |              |         |             |          | 11  |
| Melilla                         | MEL   | 1 49,16%      | 0 25,39%      | 0 15,94%     | 0 3,02%      |              |             |              |              |         |             |          | 1   |
| Murcia                          | RMU   | 4 (1) 41,18%  | 3 25,30%      | 2 (1) 21,81% | 1 9,57%      |              |             |              |              |         |             |          | 10  |
| Navarra                         | NAV   | 1 16,71%      | 2 (1) 27,37%  | 0 5,70%      | 0 (1) 12,85% |              |             | 1 17,25%     |              |         |             | 1 15,27% | 5   |
| Orense                          | GAL   | 3 (1) 50,02%  | 1 (1) 30,08%  | 0 4,87%      | 0 5,46%      |              |             |              |              | 0 8,22% |             |          | 4   |
| Palencia                        | CYL   | 2 41,98%      | 1 34,67%      | 0 12,90%     | 0 6,06%      |              |             |              |              |         |             |          | 3   |
| Palmas, Las                     | ICA   | 3 (1) 25,85%  | 3 33,19%      | 1 14,61%     | 1 10,27%     |              |             |              |              |         | 0 (1) 6,34% |          | 8   |
| Pontevedra                      | GAL   | 3 39,72%      | 3 31,36%      | 0 4,81%      | 1 13,19%     |              |             |              |              | 0 9,39% |             |          | 7   |
| Rioja, La                       | RIO   | 2 45,64%      | 2 35,68%      | 0 9,77%      | 0 6,57%      |              |             |              |              |         |             |          | 4   |
| Salamanca                       | CYL   | 3 (1) 46,87%  | 1 30,49%      | 0 (1) 14,67% | 0 5,53%      |              |             |              |              |         |             |          | 4   |
| Santa Cruz de Tenerife          | ICA   | 3 (1) 35,35%  | 3 (1) 33,49%  | NN           | 0 (1) 10,85% |              |             |              |              |         | 1 16,75%    |          | 7   |
| Segovia                         | CYL   | 2 (1) 45,02%  | 1 30,60%      | 0 (1) 14,12% | 0 8,05%      |              |             |              |              |         |             |          | 3   |
| Sevilla                         | AND   | 4 (2) 33,38%  | 5 36,60%      | 1 (1) 13,32% | 2 14,04%     |              |             |              |              |         |             |          | 12  |
| Soria                           | CYL   | 1 37,22%      | 1 29,48%      | 0 9,81%      | 0 3,37%      |              |             |              |              |         |             |          | 2   |
| Tarragona                       | CAT   | 1 (1) 13,87%  | 2 32,91%      | 0 10,34%     | 1 11,34%     | 1 (1) 15,07% | 1 11,08%    |              |              |         |             |          | 6   |
| Teruel                          | ARA   | 2 (1) 35,02%  | 1 29,28%      | 0 13,08%     | 0 5,44%      |              |             |              |              |         |             |          | 3   |
| Toledo                          | CLM   | 3 (1) 37,84%  | 2 32,56%      | 1 (1) 19,64% | 0 8,23%      |              |             |              |              |         |             |          | 6   |
| Valencia                        | CVA   | 6 (2) 33,64%  | 5 (1) 32,10%  | 2 (1) 15,21% | 3 16,90%     |              |             |              |              |         |             |          | 16  |
| Valladolid                      | CYL   | 2 40,84%      | 2 32,75%      | 1 15,16%     | 0 8,87%      |              |             |              |              |         |             |          | 5   |
| Vizcaya                         | PVA   | 1 11,57%      | 2 25,82%      | 0 2,64%      | 1 10,92%     |              |             | 2 (1) 20,64% | 2 (1) 26,93% |         |             |          | 8   |
| Zamora                          | CYL   | 2 (1) 44,67%  | 1 32,49%      | 0 (1) 13,20% | 0 5,65%      |              |             |              |              |         |             |          | 3   |
| Zaragoza                        | ARA   | 3 (1) 36,01%  | 2 (1) 30,82%  | 1 15,30%     | 1 13,48%     |              |             |              |              |         |             |          | 7   |
| TOTAL                           | TOTAL | 137 ( 48)     | 121 ( 1)      | 33 ( 19)     | 31 ( 7)      | 7 ( 6)       | 7 ( 1)      | 6 ( 1)       | 5 ( 1)       | 1 ()    | 1 ( 1)      | 1 ( 1)   | 350 |
| TOTAL                           | TOTAL |               |               |              |              |              |             |              |              |         |             |          | 350 |
| Fuente: Ministerio del Interior |       |               |               |              |              |              |             |              |              |         |             |          |     |

## Resultados para el Senado

### Generales
|  | 34,73 % |

|  | 32,52 % |

|  | 4,21 % |

|  | 1,85 % |

|  | 1,28 % |

|  | 0,28 % |

|  | 0,05 % |

|  | 0,01 % |

|  | 0,01 % |

|  | 70,4 % |

### Por circunscripciones
| Candidaturas más votadas                                   | Candidaturas más votadas |
| ---------------------------------------------------------- | ------------------------ |
|                                                            |                          |
| Circunscripciones (Provincias, islas y ciudades autónomas) |                          |

| Tabla de Senadores electos por candidatura y circunscripción | Tabla de Senadores electos por candidatura y circunscripción | Tabla de Senadores electos por candidatura y circunscripción | Tabla de Senadores electos por candidatura y circunscripción | Tabla de Senadores electos por candidatura y circunscripción | Tabla de Senadores electos por candidatura y circunscripción | Tabla de Senadores electos por candidatura y circunscripción | Tabla de Senadores electos por candidatura y circunscripción | Tabla de Senadores electos por candidatura y circunscripción | Tabla de Senadores electos por candidatura y circunscripción | Tabla de Senadores electos por candidatura y circunscripción | Tabla de Senadores electos por candidatura y circunscripción | Tabla de Senadores electos por candidatura y circunscripción | Tabla de Senadores electos por candidatura y circunscripción |
| Circ                                                         | C. A.                                                        | PP                                                           | PSOE                                                         | ERC                                                          | EH Bildu                                                     | PNV                                                          | Junts                                                        | UPN                                                          | ASG                                                          | EiFaS                                                        | AHI                                                          | Total                                                        |                                                              |
| ------------------------------------------------------------ | ------------------------------------------------------------ | ------------------------------------------------------------ | ------------------------------------------------------------ | ------------------------------------------------------------ | ------------------------------------------------------------ | ------------------------------------------------------------ | ------------------------------------------------------------ | ------------------------------------------------------------ | ------------------------------------------------------------ | ------------------------------------------------------------ | ------------------------------------------------------------ | ------------------------------------------------------------ | ------------------------------------------------------------ |
| Álava                                                        | PVA                                                          | 0                                                            | 3 (2)                                                        |                                                              | 1 (1)                                                        | 0 (3)                                                        |                                                              |                                                              |                                                              |                                                              |                                                              | 4                                                            |                                                              |
| Albacete                                                     | CLM                                                          | 3 (1)                                                        | 1 (1)                                                        |                                                              |                                                              |                                                              |                                                              |                                                              |                                                              |                                                              |                                                              | 4                                                            |                                                              |
| Alicante                                                     | CVA                                                          | 3 (1)                                                        | 1 (1)                                                        |                                                              |                                                              |                                                              |                                                              |                                                              |                                                              |                                                              |                                                              | 4                                                            |                                                              |
| Almería                                                      | AND                                                          | 3 (1)                                                        | 1 (1)                                                        |                                                              |                                                              |                                                              |                                                              |                                                              |                                                              |                                                              |                                                              | 4                                                            |                                                              |
| Asturias                                                     | AST                                                          | 3 (2)                                                        | 1 (2)                                                        |                                                              |                                                              |                                                              |                                                              |                                                              |                                                              |                                                              |                                                              | 4                                                            |                                                              |
| Ávila                                                        | CYL                                                          | 3                                                            | 1                                                            |                                                              |                                                              |                                                              |                                                              |                                                              |                                                              |                                                              |                                                              | 4                                                            |                                                              |
| Badajoz                                                      | EXT                                                          | 2 (1)                                                        | 2 (1)                                                        |                                                              |                                                              |                                                              |                                                              |                                                              |                                                              |                                                              |                                                              | 4                                                            |                                                              |
| Barcelona                                                    | CAT                                                          | 0                                                            | 3 (2)                                                        | 1 (2)                                                        |                                                              |                                                              | 0                                                            |                                                              |                                                              |                                                              |                                                              | 4                                                            |                                                              |
| Burgos                                                       | CYL                                                          | 3 (1)                                                        | 1 (1)                                                        |                                                              |                                                              |                                                              |                                                              |                                                              |                                                              |                                                              |                                                              | 4                                                            |                                                              |
| Cáceres                                                      | EXT                                                          | 2 (1)                                                        | 2 (1)                                                        |                                                              |                                                              |                                                              |                                                              |                                                              |                                                              |                                                              |                                                              | 4                                                            |                                                              |
| Cádiz                                                        | AND                                                          | 3 (2)                                                        | 1 (2)                                                        |                                                              |                                                              |                                                              |                                                              |                                                              |                                                              |                                                              |                                                              | 4                                                            |                                                              |
| Cantabria                                                    | CAN                                                          | 3                                                            | 1                                                            |                                                              |                                                              |                                                              |                                                              |                                                              |                                                              |                                                              |                                                              | 4                                                            |                                                              |
| Castellón                                                    | CVA                                                          | 3 (1)                                                        | 1 (1)                                                        |                                                              |                                                              |                                                              |                                                              |                                                              |                                                              |                                                              |                                                              | 4                                                            |                                                              |
| Ceuta                                                        | CEU                                                          | 2 (1)                                                        | 0                                                            |                                                              |                                                              |                                                              |                                                              |                                                              |                                                              |                                                              |                                                              | 2                                                            |                                                              |
| Ciudad Real                                                  | CLM                                                          | 3 (2)                                                        | 1 (2)                                                        |                                                              |                                                              |                                                              |                                                              |                                                              |                                                              |                                                              |                                                              | 4                                                            |                                                              |
| Córdoba                                                      | AND                                                          | 3 (2)                                                        | 1 (2)                                                        |                                                              |                                                              |                                                              |                                                              |                                                              |                                                              |                                                              |                                                              | 4                                                            |                                                              |
| Coruña, La                                                   | GAL                                                          | 3                                                            | 1                                                            |                                                              |                                                              |                                                              |                                                              |                                                              |                                                              |                                                              |                                                              | 4                                                            |                                                              |
| Cuenca                                                       | CLM                                                          | 3 (1)                                                        | 1 (1)                                                        |                                                              |                                                              |                                                              |                                                              |                                                              |                                                              |                                                              |                                                              | 4                                                            |                                                              |
| Fuerteventura                                                | ICA                                                          | 0                                                            | 1                                                            |                                                              |                                                              |                                                              |                                                              |                                                              |                                                              |                                                              |                                                              | 1                                                            |                                                              |
| Gerona                                                       | CAT                                                          | 0                                                            | 3 (3)                                                        | 0 (2)                                                        |                                                              |                                                              | 1 (1)                                                        |                                                              |                                                              |                                                              |                                                              | 4                                                            |                                                              |
| Gomera, La                                                   | ICA                                                          | 0                                                            | 0                                                            |                                                              |                                                              |                                                              |                                                              |                                                              | 1                                                            |                                                              |                                                              | 1                                                            |                                                              |
| Gran Canaria                                                 | ICA                                                          | 1                                                            | 2                                                            |                                                              |                                                              |                                                              |                                                              |                                                              |                                                              |                                                              |                                                              | 3                                                            |                                                              |
| Granada                                                      | AND                                                          | 3 (2)                                                        | 1 (2)                                                        |                                                              |                                                              |                                                              |                                                              |                                                              |                                                              |                                                              |                                                              | 4                                                            |                                                              |
| Guadalajara                                                  | CLM                                                          | 3 (1)                                                        | 1 (1)                                                        |                                                              |                                                              |                                                              |                                                              |                                                              |                                                              |                                                              |                                                              | 4                                                            |                                                              |
| Guipúzcoa                                                    | PVA                                                          | 0                                                            | 0                                                            |                                                              | 3 (2)                                                        | 1 (2)                                                        |                                                              |                                                              |                                                              |                                                              |                                                              | 4                                                            |                                                              |
| Hierro, El                                                   | ICA                                                          | 0                                                            | 0 (1)                                                        |                                                              |                                                              |                                                              |                                                              |                                                              |                                                              |                                                              | 1 (1)                                                        | 1                                                            |                                                              |
| Huelva                                                       | AND                                                          | 2 (1)                                                        | 2 (1)                                                        |                                                              |                                                              |                                                              |                                                              |                                                              |                                                              |                                                              |                                                              | 4                                                            |                                                              |
| Huesca                                                       | ARA                                                          | 3 (2)                                                        | 1 (2)                                                        |                                                              |                                                              |                                                              |                                                              |                                                              |                                                              |                                                              |                                                              | 4                                                            |                                                              |
| Ibiza-Formentera                                             | IBA                                                          | 0                                                            |                                                              |                                                              |                                                              |                                                              |                                                              |                                                              |                                                              | 1 (1)                                                        |                                                              | 1                                                            |                                                              |
| Jaén                                                         | AND                                                          | 3 (2)                                                        | 1 (2)                                                        |                                                              |                                                              |                                                              |                                                              |                                                              |                                                              |                                                              |                                                              | 4                                                            |                                                              |
| Lanzarote                                                    | ICA                                                          | 0                                                            | 1                                                            |                                                              |                                                              |                                                              |                                                              |                                                              |                                                              |                                                              |                                                              | 1                                                            |                                                              |
| León                                                         | CYL                                                          | 3 (1)                                                        | 1 (1)                                                        |                                                              |                                                              |                                                              |                                                              |                                                              |                                                              |                                                              |                                                              | 4                                                            |                                                              |
| Lérida                                                       | CAT                                                          | 0                                                            | 3 (3)                                                        | 1 (2)                                                        |                                                              |                                                              | 0                                                            |                                                              |                                                              |                                                              |                                                              | 4                                                            |                                                              |
| Lugo                                                         | GAL                                                          | 3                                                            | 1                                                            |                                                              |                                                              |                                                              |                                                              |                                                              |                                                              |                                                              |                                                              | 4                                                            |                                                              |
| Madrid                                                       | MAD                                                          | 3 (1)                                                        | 1 (1)                                                        |                                                              |                                                              |                                                              |                                                              |                                                              |                                                              |                                                              |                                                              | 4                                                            |                                                              |
| Málaga                                                       | AND                                                          | 3 (2)                                                        | 1 (2)                                                        |                                                              |                                                              |                                                              |                                                              |                                                              |                                                              |                                                              |                                                              | 4                                                            |                                                              |
| Mallorca                                                     | IBA                                                          | 2 (1)                                                        | 1 (1)                                                        |                                                              |                                                              |                                                              |                                                              |                                                              |                                                              |                                                              |                                                              | 3                                                            |                                                              |
| Melilla                                                      | MEL                                                          | 2                                                            | 0                                                            |                                                              |                                                              |                                                              |                                                              |                                                              |                                                              |                                                              |                                                              | 2                                                            |                                                              |
| Menorca                                                      | IBA                                                          | 1                                                            | 0                                                            |                                                              |                                                              |                                                              |                                                              |                                                              |                                                              |                                                              |                                                              | 1                                                            |                                                              |
| Murcia                                                       | RMU                                                          | 3                                                            | 1 (1)                                                        |                                                              |                                                              |                                                              |                                                              |                                                              |                                                              |                                                              |                                                              | 4                                                            |                                                              |
| Navarra                                                      | NAV                                                          | 0 (1)                                                        | 3 (2)                                                        |                                                              | 0                                                            |                                                              |                                                              | 1 (1)                                                        |                                                              |                                                              |                                                              | 4                                                            |                                                              |
| Orense                                                       | GAL                                                          | 3                                                            | 1                                                            |                                                              |                                                              |                                                              |                                                              |                                                              |                                                              |                                                              |                                                              | 4                                                            |                                                              |
| Palencia                                                     | CYL                                                          | 3                                                            | 1                                                            |                                                              |                                                              |                                                              |                                                              |                                                              |                                                              |                                                              |                                                              | 4                                                            |                                                              |
| Palma, La                                                    | ICA                                                          | 0 (1)                                                        | 1 (1)                                                        |                                                              |                                                              |                                                              |                                                              |                                                              |                                                              |                                                              |                                                              | 1                                                            |                                                              |
| Pontevedra                                                   | GAL                                                          | 3 (1)                                                        | 1 (1)                                                        |                                                              |                                                              |                                                              |                                                              |                                                              |                                                              |                                                              |                                                              | 4                                                            |                                                              |
| Rioja, La                                                    | RIO                                                          | 3 (1)                                                        | 1 (1)                                                        |                                                              |                                                              |                                                              |                                                              |                                                              |                                                              |                                                              |                                                              | 4                                                            |                                                              |
| Salamanca                                                    | CYL                                                          | 3                                                            | 1                                                            |                                                              |                                                              |                                                              |                                                              |                                                              |                                                              |                                                              |                                                              | 4                                                            |                                                              |
| Segovia                                                      | CYL                                                          | 3                                                            | 1                                                            |                                                              |                                                              |                                                              |                                                              |                                                              |                                                              |                                                              |                                                              | 4                                                            |                                                              |
| Sevilla                                                      | AND                                                          | 1                                                            | 3                                                            |                                                              |                                                              |                                                              |                                                              |                                                              |                                                              |                                                              |                                                              | 4                                                            |                                                              |
| Soria                                                        | CYL                                                          | 3 (1)                                                        | 1 (1)                                                        |                                                              |                                                              |                                                              |                                                              |                                                              |                                                              |                                                              |                                                              | 4                                                            |                                                              |
| Tarragona                                                    | CAT                                                          | 0                                                            | 3 (2)                                                        | 1 (2)                                                        |                                                              |                                                              | 0                                                            |                                                              |                                                              |                                                              |                                                              | 4                                                            |                                                              |
| Tenerife                                                     | ICA                                                          | 1                                                            | 2                                                            |                                                              |                                                              |                                                              |                                                              |                                                              |                                                              |                                                              |                                                              | 3                                                            |                                                              |
| Teruel                                                       | ARA                                                          | 3 (1)                                                        | 1 (1)                                                        |                                                              |                                                              |                                                              |                                                              |                                                              |                                                              |                                                              |                                                              | 4                                                            |                                                              |
| Toledo                                                       | CLM                                                          | 3 (1)                                                        | 1 (1)                                                        |                                                              |                                                              |                                                              |                                                              |                                                              |                                                              |                                                              |                                                              | 4                                                            |                                                              |
| Valencia                                                     | CVA                                                          | 2                                                            | 2                                                            |                                                              |                                                              |                                                              |                                                              |                                                              |                                                              |                                                              |                                                              | 4                                                            |                                                              |
| Valladolid                                                   | CYL                                                          | 3 (1)                                                        | 1 (1)                                                        |                                                              |                                                              |                                                              |                                                              |                                                              |                                                              |                                                              |                                                              | 4                                                            |                                                              |
| Vizcaya                                                      | PVA                                                          | 0                                                            | 1                                                            |                                                              | 0                                                            | 3                                                            |                                                              |                                                              |                                                              |                                                              |                                                              | 4                                                            |                                                              |
| Zamora                                                       | CYL                                                          | 3                                                            | 1                                                            |                                                              |                                                              |                                                              |                                                              |                                                              |                                                              |                                                              |                                                              | 4                                                            |                                                              |
| Zaragoza                                                     | ARA                                                          | 3 (2)                                                        | 1 (2)                                                        |                                                              |                                                              |                                                              |                                                              |                                                              |                                                              |                                                              |                                                              | 4                                                            |                                                              |
| TOTAL                                                        | TOTAL                                                        | 120 ( 36)                                                    | 73 ( 20)                                                     | 7 ( 5)                                                       | 7 ( 5)                                                       | 4 ( 5)                                                       | 1 ( 2)                                                       | 1 ( 2)                                                       | 1 (-)                                                        | 1 ( 1)                                                       | 1 ( 1)                                                       | 208                                                          |                                                              |
| Fuente: RTVE                                                 |                                                              |                                                              |                                                              |                                                              |                                                              |                                                              |                                                              |                                                              |                                                              |                                                              |                                                              |                                                              |                                                              |

## Investidura del presidente del Gobierno

### Votación de Investidura de Alberto Núñez Feijóo
Pese a que el Partido Popular, liderado por Núñez Feijóo, fue el que más votos y escaños obtuvo en este proceso electoral, no logró reunir los apoyos suficientes para lograr ni una mayoría parlamentaria absoluta ni una simple en las dos votaciones de investidura que existieron en el Congreso para decidir su candidatura. Dichas votaciones se produjeron el miércoles 27 de septiembre de 2023 y el viernes 29 de septiembre de 2023. Feijóo sólo logró concentrar en estas votaciones el apoyo del PP, Vox, Coalición Canaria y UPN, con un total de 172 votos a favor, a 4 votos de la mayoría absoluta, pero insuficiente al contar con los votos en contra del resto de grupos parlamentarios.
| Candidato                              | Fecha                                                          | Voto | PP  | PSOE | Vox | Sumar | ERC | Junts | EHB | PNV | BNG | CCa | UPN | Total   |
| -------------------------------------- | -------------------------------------------------------------- | ---- | --- | ---- | --- | ----- | --- | ----- | --- | --- | --- | --- | --- | ------- |
| Alberto Núñez Feijóo (Partido Popular) | 27 de septiembre de 2023 Mayoría requerida: Absoluta (176/350) | Sí   | 137 |      | 33  |       |     |       |     |     |     | 1   | 1   | 172/350 |
| Alberto Núñez Feijóo (Partido Popular) | 27 de septiembre de 2023 Mayoría requerida: Absoluta (176/350) | No   |     | 121  |     | 31    | 7   | 7     | 6   | 5   | 1   |     |     | 178/350 |
| Alberto Núñez Feijóo (Partido Popular) | 27 de septiembre de 2023 Mayoría requerida: Absoluta (176/350) | Abs. |     |      |     |       |     |       |     |     |     |     |     | 0/350   |
| Alberto Núñez Feijóo (Partido Popular) |                                                                |      |     |      |     |       |     |       |     |     |     |     |     |         |
| Alberto Núñez Feijóo (Partido Popular) | 29 de septiembre de 2023 Mayoría requerida: Simple             | Sí   | 137 |      | 33  |       |     |       |     |     |     | 1   | 1   | 172/350 |
| Alberto Núñez Feijóo (Partido Popular) | 29 de septiembre de 2023 Mayoría requerida: Simple             | No   |     | 121  |     | 31    | 7   | 6     | 6   | 5   | 1   |     |     | 177/350 |
| Alberto Núñez Feijóo (Partido Popular) | 29 de septiembre de 2023 Mayoría requerida: Simple             | Abs. |     |      |     |       |     |       |     |     |     |     |     | 0/350   |
| Alberto Núñez Feijóo (Partido Popular) | 29 de septiembre de 2023 Mayoría requerida: Simple             | Nul. |     |      |     |       |     | 1     |     |     |     |     |     | 1/350   |

### Investidura de Pedro Sánchez Pérez-Castejón
Tras el fracaso de Feijóo en su votación de investidura, el rey Felipe VI encomendó a Pedro Sánchez la tarea de formar gobierno. Después de un recuento minucioso de los votos y el reparto de escaños, quedó patente que la única posibilidad de Sánchez para poder gobernar pasaba por que el partido Junts per Catalunya (con siete escaños en el Congreso) votase a su favor. Junts no le apoyó en la formación de anteriores gobiernos, habiendo votado en su contra en abril y noviembre de 2019.
Ya antes de empezar formalmente las negociaciones, había quedado patente que las dos principales exigencias de Junts eran la amnistía de todos los participantes en el referéndum de autodeterminación de 2017, y la posibilidad de realizar un nuevo referéndum. Ante la posibilidad de que se llevase a cabo dicha amnistía, el movimiento Sociedad Civil Catalana convocó una manifestación para el día 8 de octubre.

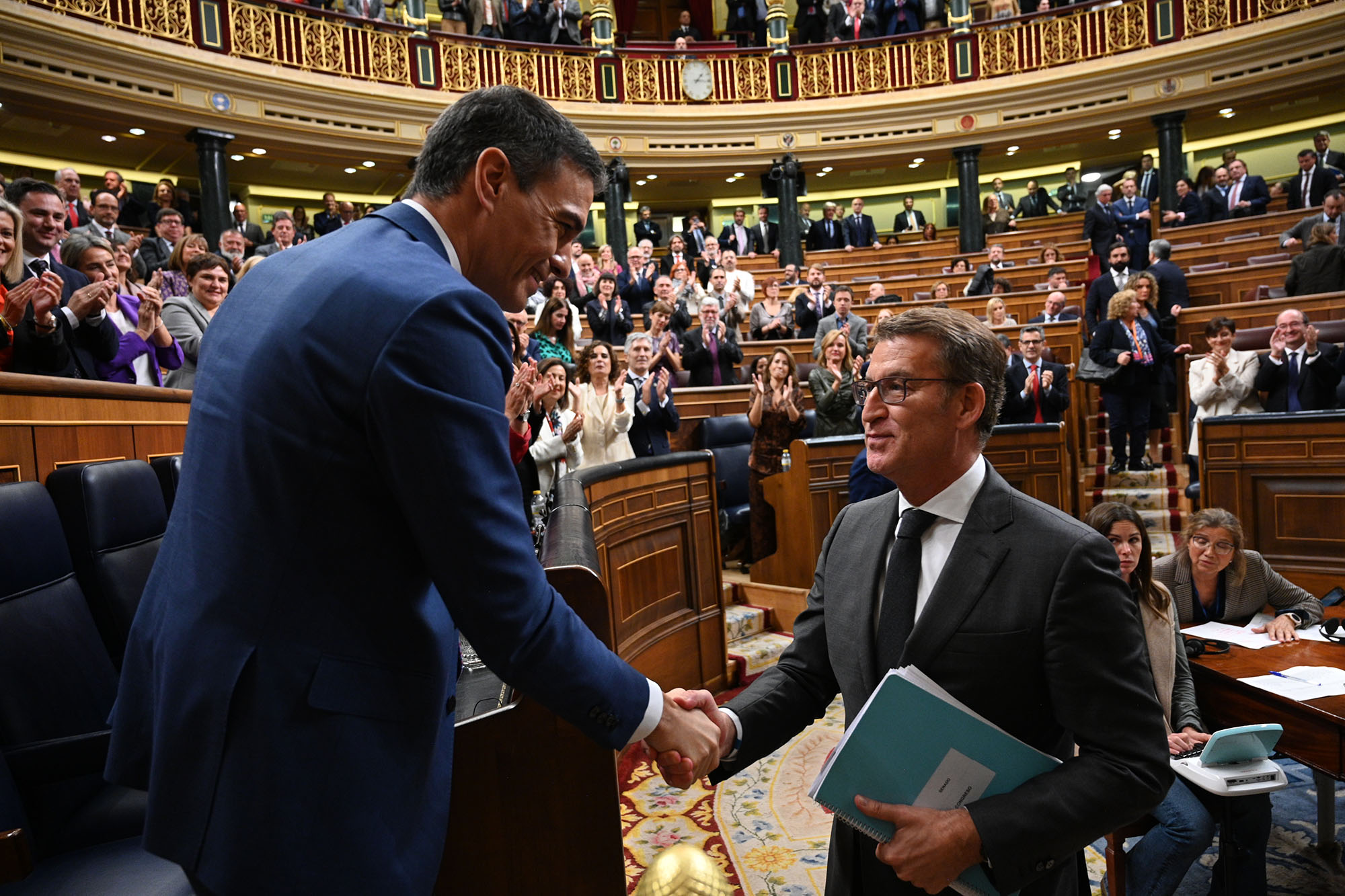
Pedro Sánchez siendo felicitado por Alberto Núñez Feijóo en la sesión de investidura del 16 de noviembre.

Habiendo sido hasta el momento de las negociaciones la postura del PSOE un no rotundo a la amnistía por considerarla inconstitucional, finalmente, el partido cambió su discurso, y el 28 de octubre, Pedro Sánchez defendió en el Comité Federal del PSOE amnistiar a los condenados por el procés. Este cambio de posición oficial suscitó una gran oposición por parte de un sector de la población (especialmente desde la derecha española), que convocó manifestaciones contra esta medida y por la unidad de España a finales de octubre y a lo largo del mes de noviembre. Finalmente, esta oleada a nivel nacional de manifestaciones y protestas no evitó este pacto, y el jueves 16 de noviembre de 2023 fue investido Presidente del Gobierno de España, en primera sesión de votación, al lograr la mayoría absoluta requerida, compuesta por el grupo parlamentario de su partido y el de siete partidos más de la Cámara parlamentaria, que sumaron 179 votos a favor, frente a los 171 votos en contra de PP, Vox y UPN. Al igual que en las votaciones de investidura de Núñez Feijóo, no se produjo ninguna abstención.
| Candidato                                         | Fecha                                                         | Voto | PP  | PSOE | Vox | Sumar | ERC | Junts | EHB | PNV | BNG | CCa | UPN | Total   |
| ------------------------------------------------- | ------------------------------------------------------------- | ---- | --- | ---- | --- | ----- | --- | ----- | --- | --- | --- | --- | --- | ------- |
| Pedro Sánchez (Partido Socialista Obrero Español) | 16 de noviembre de 2023 Mayoría requerida: Absoluta (176/350) | Sí   |     | 121  |     | 31    | 7   | 7     | 6   | 5   | 1   | 1   |     | 179/350 |
| Pedro Sánchez (Partido Socialista Obrero Español) | 16 de noviembre de 2023 Mayoría requerida: Absoluta (176/350) | No   | 137 |      | 33  |       |     |       |     |     |     |     | 1   | 171/350 |
| Pedro Sánchez (Partido Socialista Obrero Español) | 16 de noviembre de 2023 Mayoría requerida: Absoluta (176/350) | Abs. |     |      |     |       |     |       |     |     |     |     |     | 0/350   |